# Rebricea
Rebricea es una comuna ubicada en el distrito de Vaslui, Rumania.

## Superficie
Posee una superficie de 55,89 kilómetros cuadrados.

## Demografía
Hasta 2021 la población era de 3100 habitantes, con una densidad de población de 55,47 habitantes por kilómetro cuadrado.